# Virginia Rosa Dominguez
Virginia Rosa Dominguez (* 5. Januar 1952 in Havanna) ist eine US-amerikanische Anthropologin kubanischer Herkunft, die als Professorin an der  University of Illinois at Urbana-Champaign forscht und lehrt. Von 2009 bis 2011 amtierte sie als Präsidentin der American Anthropological Association (AAA).

## Leben
Dominguez verließ 1960 Kuba gemeinsam mit ihren Eltern und besuchte Elementarschulen in New York City, San Juan (Puerto Rico), Bergen County (New Jersey) und die High School in Montevideo (Uruguay). Die Umzüge der Familie waren väterlicherseits berufsbedingt.
Nach ihrem Highschool-Abschluss 1968 und vor dem Beginn des Studiums 1969 lebte sie mit ihren Eltern in Guadalajara (Mexiko). Während ihres Studiums an der Yale University lebten ihre Eltern in Beirut (Libanon), wo sie sie in den Semesterferien besuchte. Ihr Yale-Studium der Anthropologie schloss sie 1973 mit einem Bachelor-Examen (summa cum laude und Phi Beta Kappa) ab. Auch den Master-Titel (1975) und ihr Doktorat (Ph.D.) (1979) erhielt sie an der Yale University.
Nach ihrer Promotion unterrichtete sie von 1979 bis 1991 Anthropologie an der Duke University. Daneben war sie von 1984 bis 1985 Dozentin an der Hebräischen Universität Jerusalem. Es folgten Stationen als Professorin an der University of California, Santa Cruz (1991–93), der University of Iowa (1993–2006), 2001 unterbrochen durch Lehre an der ungarischen Eötvös-Loránd-Universität. Seit 2007 ist Dominguez an der University of Illinois in Urbana-Champaign, derzeit als Edward William und Jane Marr Gutgsell Professorin für Anthropologie sowie als Mitglied der Fakultäten für Jüdische Studien, Nahoststudien und Karibikstudien. Dominguez war außerdem Directeur d'Etudes an der Ecole des Hautes Etudes en Sciences Sociales in Paris, Simon-Professorin an der University of Manchester sowie Forschungsstipendiatin am East-West Center in Honolulu.
Dominguez hat über Rasse, soziale Klassifizierung, Identität sowie über globale und transnationale Prozesse geforscht und publiziert, darunter über Identität und soziale Klassifizierung im kreolischen Louisiana und in Israel.

## Schriften (Auswahl)
- People as subject, people as object. Selfhood and peoplehood in contemporary Israel. University of Wisconsin Press,  Madison 1989, ISBN 0-299-12320-0.
- White by definition. Social classification in creole Louisiana. Rutgers University Press,  New Brunswick 1986, ISBN 0-8135-1109-7.